# Marie Stuartovna
Marie Stuartovna (8. prosince 1542, palác Linlithgow – 8. února 1587, zámek Fotheringhay), byla dcera skotského krále Jakuba V. z rodu Stuartů a francouzské šlechtičny Marie de Guise. Marie byla francouzská (1559–1560) a vládnoucí skotská (1542–1567) královna.

## Život

### Dětství
Skotskou královnou se stala už jako šestidenní dítě poté, co její otec zemřel. Už v prvním roce svého života, 9. září 1543, byla korunována skotskou královnou. Jako šestileté dítě, roku 1548, byla zaslíbena jako budoucí manželka francouzskému dauphinovi Františkovi a téhož roku také do Francie dorazila. Od svého skotského doprovodu byla na královském dvoře oddělena a vychovávána po celou dobu dětství a dospívání spolu s ostatními dětmi francouzského krále Jindřicha II.

### Francouzská královna
24. dubna 1558 uzavřela ve věku 15 let plánovaný sňatek se svým čtrnáctiletým snoubencem Františkem. Král Jindřich II. za necelé dva roky po tomto sňatku tragicky zemřel. František se stal pod jménem František II. králem Francie a jeho žena Marie Stuartovna královnou. V zemi však fakticky vládli strýcové Marie z rodu Guisů. 5. prosince 1560 Mariin mladý manžel František II. zemřel a ona se stala ve svých osmnácti letech poprvé vdovou. 14. října 1561 opustila milovanou Francii a vrátila se zpět do rodného Skotska.
Po smrti Marie I. Tudorovny neuznala Marie Stuartovna za právoplatnou anglickou královnu Alžbětu I., svoji tetu z druhého kolena, a sama se začala titulovat také jako anglická královna (byla pravnučkou krále Jindřicha VII. Tudora). O získání anglického trůnu se však nikterak nesnažila, i když nikdy neprohlásila, že se jej zříká.

### Skotská královna a hlava státu

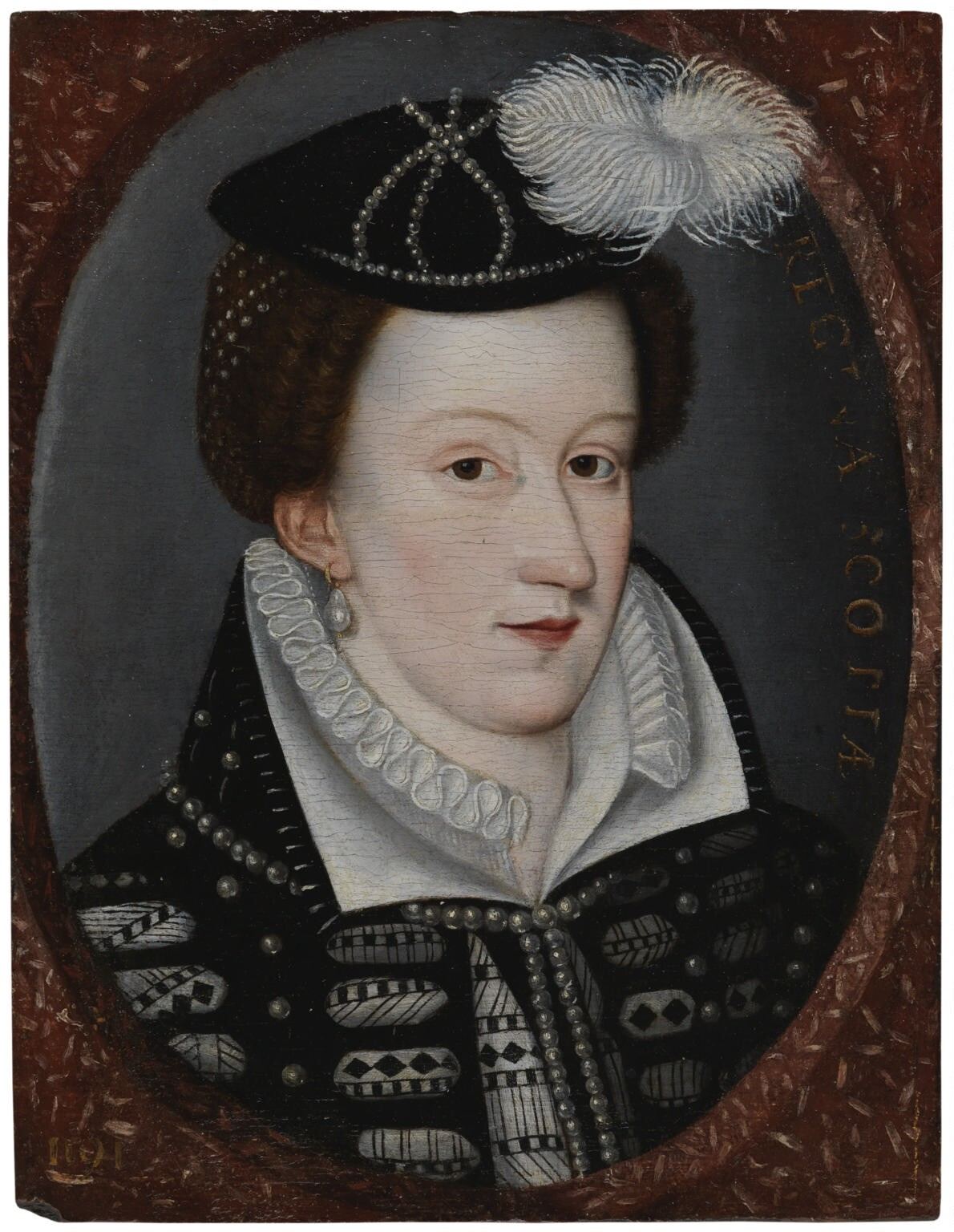
Portrét Marie Stuartovny

Jako katolička se ve Skotsku od počátku dostávala do střetu s protestantskou šlechtou i duchovními. Roku 1565 se provdala za svého bratrance, šlechtice Jindřicha Stuarta, lorda Darnleye, s nímž měla syna Jakuba VI., který se stal po její smrti králem Skotska jako Jakub VI. a později také králem Anglie a Irska jako Jakub I. Manžel Marie a její spoluvladař lord Darnley byl roku 1567 zavražděn, což snad měl na svědomí, možná i s jejím vědomím, James Hepburn, hrabě Bothwell, za kterého se Marie provdala ještě v témže roce.

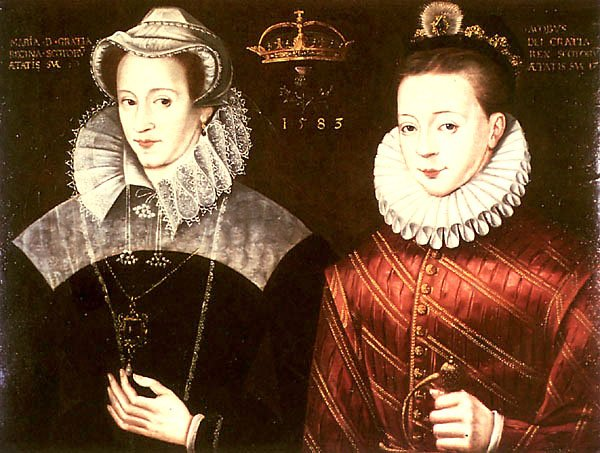
Královna Marie Stuartovna a její syn Jakub I. Stuart

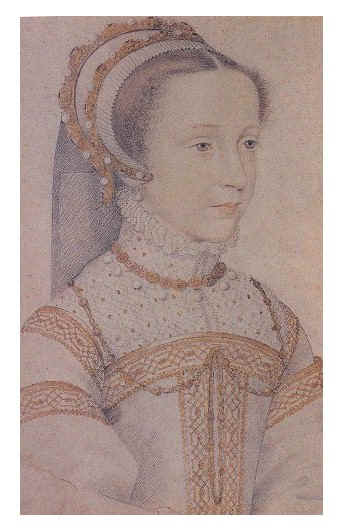
Marie Stuartovna během života ve Francii, portrét od François Clouet

Také její svatba s Bothwellem vzbudila odpor protestantských lordů, kteří ji uvěznili na hradě Loch Leven, kde ji 25. července 1567 donutili odstoupit ve prospěch jejího syna s Darnleyem Jakuba VI. Za nedospělého Jakuba vládl jako regent jeho strýc a bratr Marie Stuartovny James Stewart z Moray. Bothwell uprchl do Skandinávie a také Marii se podařilo z vězení utéci, ale její vojsko bylo 13. května 1568 poraženo u Langside (dnes část města Glasgow) a Marie uprchla do Anglie, protože spoléhala na pomoc své příbuzné, královny Alžběty I.

### Poprava královny
Královna Alžběta I., se kterou se osobně nikdy nesetkala, ji však nechala internovat, neboť jí Marie byla nebezpečná jako možná pretendentka trůnu. S tím počítali Alžbětini katoličtí odpůrci, španělský král Filip II. a papežská kurie. Roku 1587 nechali rádcové královny Alžběty skotskou královnu popravit po obvinění z podpory katolické opozice a úkladů o život anglické královny. Marie Stuartovna si totiž dopisovala se svým katolickým obdivovatelem Babingtonem, který snoval plán Marii osvobodit. Přisluhovači anglické královny však nastrčili k Babingtonovi špeha, který mu vnukl myšlenku o zavraždění královny Alžběty I. Babington se poté ve svých dopisech o tomto nápadu Marii Stuartovně zmínil a žádal ji o povolení. Vězněná skotská královna dala k vraždě v dopisech souhlas, což stačilo k usvědčení ze zrady. Dle zápisů z popravy kat královnu sťal až na třetí pokus. Když poté chtěl její hlavu za vlasy zvednout před lidi, jak tomu bylo zvykem, spadla mu na zem, jelikož Marie Stuartovna již v té době měla silně šedivé vlasy nakrátko ostříhané a na veřejnost nevycházela bez paruky. Ostatky Marie Stuartovny byly pochovány v katedrále v Peterboroughu, ale roku 1612 dal její syn, anglický a skotský král Jakub Stuart, ostatky exhumovat a pohřbít ve Westminsterském opatství. Mariin poslední manžel James Hepburn, hrabě Bothwell zemřel již roku 1578 ve vězení v dánském Dragsholmu, kde byl na žádost skotské vlády a anglické královny vězněn králem Frederikem II.

## Odkaz v literatuře
V mládí byla velmi krásnou ženou a byla opěvována soudobými básníky. Už od 16. století je zobrazována v dramatech jako katolička mučednice (Tommaso Campanella). Od 18. století přibyl motiv jejích milostných dobrodružství (Vittorio Alfieri z roku 1789) či literární podoby jejího života (Mary Stuart trilogy od Swinburna 1865–1881). Existují i lyrická zpracování jejího osudu (Robert Burns, Theodor Fontane). Zřejmě vůbec nejznámějším zpracováním je drama německého básníka a spisovatele Friedricha Schillera z roku 1800 Marie Stuartovna, podle něhož vznikla opera Gaetana Donizettiho Maria Stuarda.

## Odkaz ve filmu
- The Execution of Mary Stuart (1895) – americký němý film
- Marie Stuartovna (1936) – v hlavní roli Marie Stuartovny Katharine Hepburnová.
- Marie Stuartovna, královna Skotska (1971) – v hlavní roli Marie Stuartovny Vanessa Redgrave
- Poslední noc Marie Stuartovny (TV film, 1981) – v hlavní roli Marie Stuartovny Annie Girardototová (český dabing Věra Galatíková)
- Spiknutí střelného prachu (TV film, 2004) – v hlavní roli Marie Stuartovny Clémence Poésy
- Království (TV seriál, 2013) – v hlavní roli Marie Stuartovny Adelaide Kane.
- Marie, královna skotská (2018) – v hlavní roli Marie Stuartovny Saoirse Ronan
- The Serpent Queen (TV seriál, 2022) – roli Marie Stuartovny ztvárnila Antonia Clarke

## Vývod z předků
|                  |                       |  |                           |                      |  |  |  |  |  |  |  | Jakub II. Skotský |
|                  |                       |  |                           |                      |  |  |  |  |  |  |  |                   |
|                  | Jakub III. Skotský    |  |                           |                      |  |  |  |  |  |  |  |                   |
|                  |                       |  |                           |                      |  |  |  |  |  |  |  |                   |
|                  |                       |  |                           | Marie z Guelders     |  |  |  |  |  |  |  |                   |
|                  |                       |  |                           |                      |  |  |  |  |  |  |  |                   |
|                  | Jakub IV. Skotský     |  |                           |                      |  |  |  |  |  |  |  |                   |
|                  |                       |  |                           |                      |  |  |  |  |  |  |  |                   |
|                  |                       |  |                           | Kristián I. Dánský   |  |  |  |  |  |  |  |                   |
|                  |                       |  |                           |                      |  |  |  |  |  |  |  |                   |
|                  | Markéta Dánská        |  |                           |                      |  |  |  |  |  |  |  |                   |
|                  |                       |  |                           |                      |  |  |  |  |  |  |  |                   |
|                  |                       |  |                           | Dorotea Braniborská  |  |  |  |  |  |  |  |                   |
|                  |                       |  |                           |                      |  |  |  |  |  |  |  |                   |
|                  | Jakub V. Skotský      |  |                           |                      |  |  |  |  |  |  |  |                   |
|                  |                       |  |                           |                      |  |  |  |  |  |  |  |                   |
|                  |                       |  |                           | Edmund Tudor         |  |  |  |  |  |  |  |                   |
|                  |                       |  |                           |                      |  |  |  |  |  |  |  |                   |
|                  | Jindřich VII. Tudor   |  |                           |                      |  |  |  |  |  |  |  |                   |
|                  |                       |  |                           |                      |  |  |  |  |  |  |  |                   |
|                  |                       |  |                           | Markéta Beaufortová  |  |  |  |  |  |  |  |                   |
|                  |                       |  |                           |                      |  |  |  |  |  |  |  |                   |
|                  | Markéta Tudorovna     |  |                           |                      |  |  |  |  |  |  |  |                   |
|                  |                       |  |                           |                      |  |  |  |  |  |  |  |                   |
|                  |                       |  |                           | Eduard IV.           |  |  |  |  |  |  |  |                   |
|                  |                       |  |                           |                      |  |  |  |  |  |  |  |                   |
|                  | Alžběta z Yorku       |  |                           |                      |  |  |  |  |  |  |  |                   |
|                  |                       |  |                           |                      |  |  |  |  |  |  |  |                   |
|                  |                       |  |                           | Alžběta Woodvillová  |  |  |  |  |  |  |  |                   |
|                  |                       |  |                           |                      |  |  |  |  |  |  |  |                   |
| Marie Stuartovna |                       |  |                           |                      |  |  |  |  |  |  |  |                   |
|                  |                       |  |                           |                      |  |  |  |  |  |  |  |                   |
|                  |                       |  | Fridrich II. z Vaudémontu |                      |  |  |  |  |  |  |  |                   |
|                  |                       |  |                           |                      |  |  |  |  |  |  |  |                   |
|                  | René II. Lotrinský    |  |                           |                      |  |  |  |  |  |  |  |                   |
|                  |                       |  |                           |                      |  |  |  |  |  |  |  |                   |
|                  |                       |  |                           | Jolanda Lotrinská    |  |  |  |  |  |  |  |                   |
|                  |                       |  |                           |                      |  |  |  |  |  |  |  |                   |
|                  | Klaudius de Guise     |  |                           |                      |  |  |  |  |  |  |  |                   |
|                  |                       |  |                           |                      |  |  |  |  |  |  |  |                   |
|                  |                       |  |                           | Adolf z Guelders     |  |  |  |  |  |  |  |                   |
|                  |                       |  |                           |                      |  |  |  |  |  |  |  |                   |
|                  | Filipa z Guelders     |  |                           |                      |  |  |  |  |  |  |  |                   |
|                  |                       |  |                           |                      |  |  |  |  |  |  |  |                   |
|                  |                       |  |                           | Kateřina Bourbonská  |  |  |  |  |  |  |  |                   |
|                  |                       |  |                           |                      |  |  |  |  |  |  |  |                   |
|                  | Marie de Guise        |  |                           |                      |  |  |  |  |  |  |  |                   |
|                  |                       |  |                           |                      |  |  |  |  |  |  |  |                   |
|                  |                       |  |                           | Jan VIII. z Vendôme  |  |  |  |  |  |  |  |                   |
|                  |                       |  |                           |                      |  |  |  |  |  |  |  |                   |
|                  | František Bourbonský  |  |                           |                      |  |  |  |  |  |  |  |                   |
|                  |                       |  |                           |                      |  |  |  |  |  |  |  |                   |
|                  |                       |  |                           | Isabela de Beauvau   |  |  |  |  |  |  |  |                   |
|                  |                       |  |                           |                      |  |  |  |  |  |  |  |                   |
|                  | Antoinette Bourbonská |  |                           |                      |  |  |  |  |  |  |  |                   |
|                  |                       |  |                           |                      |  |  |  |  |  |  |  |                   |
|                  |                       |  |                           | Petr II. Lucemburský |  |  |  |  |  |  |  |                   |
|                  |                       |  |                           |                      |  |  |  |  |  |  |  |                   |
|                  | Marie Lucemburská     |  |                           |                      |  |  |  |  |  |  |  |                   |
|                  |                       |  |                           |                      |  |  |  |  |  |  |  |                   |
|                  |                       |  |                           | Markéta Savojská     |  |  |  |  |  |  |  |                   |
|                  |                       |  |                           |                      |  |  |  |  |  |  |  |                   |